# Boulogne-la-Grasse
Pour les articles homonymes, voir Boulogne et Grasse.
Boulogne-la-Grasse est une commune française située dans le département de l'Oise en région Hauts-de-France.

## Géographie

### Localisation
Boulogne-la-Grasse est un village périurbain picard situé à la limite du Santerre, dans l'Oise mais limitrophe du département de la Somme, situé à 11 km au sud-est de Montdidier, 22 km à l'ouest de Noyon, 23 km au nord de Compiègne et à 48 km au nord-est de Beauvais.

#### Nature du sol et relief
Le relief de la commune est celui d'un plateau au sous-sol crayeux recouvert de lœss.

### Hydrographie
La commune est traversée par la ligne de partage des eaux entre les bassins hydrographiques Artois-Picardie et Seine-Normandie. Elle n'est drainée par aucun cours d'eau.

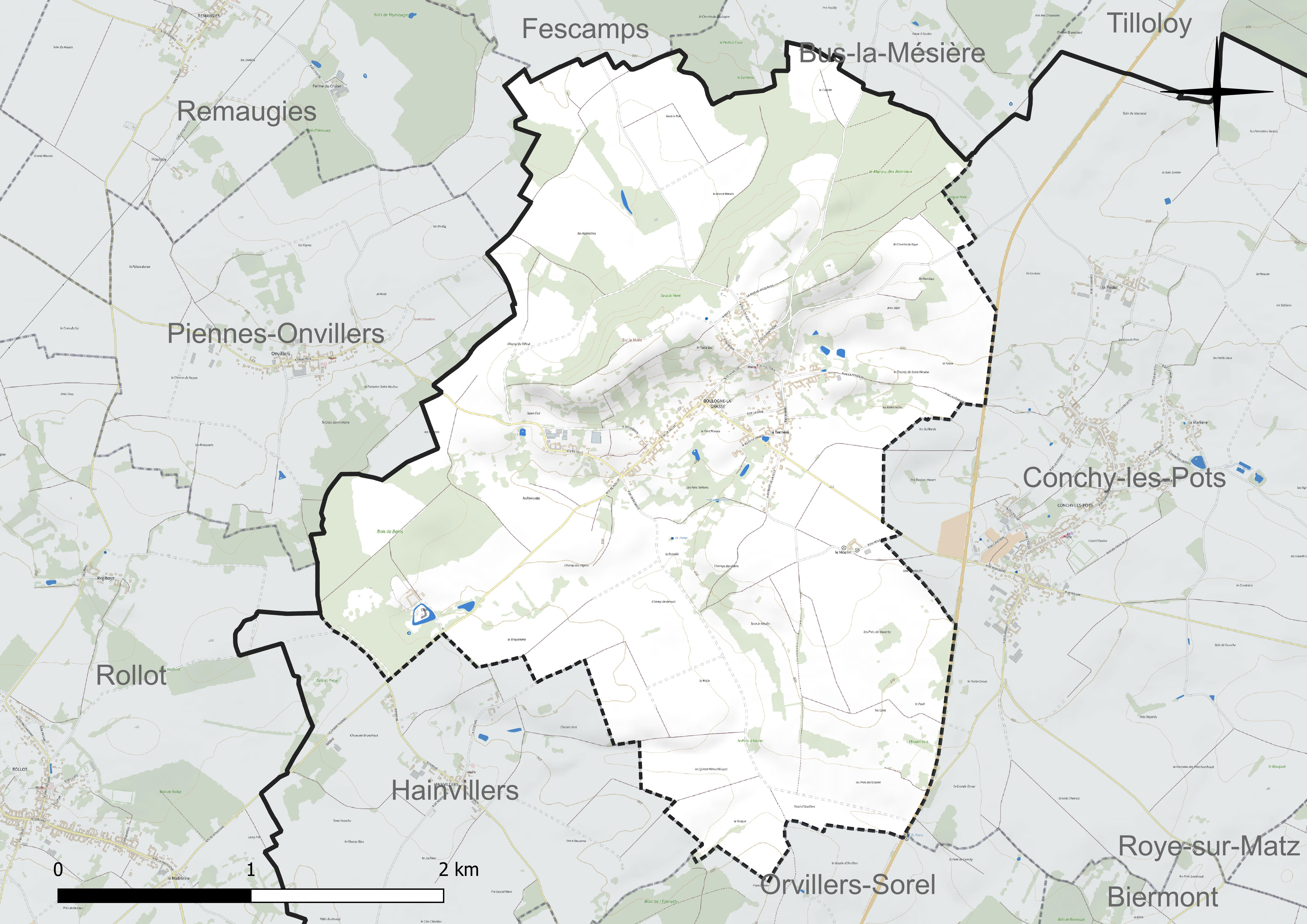
Réseau hydrographique de Boulogne-la-Grasse.

### Climat
Pour des articles plus généraux, voir Climat des Hauts-de-France et Climat de l'Oise.
En 2010, le climat de la commune est de type climat océanique dégradé des plaines du Centre et du Nord, selon une étude du CNRS s'appuyant sur une série de données couvrant la période 1971-2000. En 2020, Météo-France publie une typologie des climats de la France métropolitaine dans laquelle la commune est exposée à un climat océanique et est dans la région climatique  Nord-est du bassin Parisien, caractérisée par un ensoleillement médiocre, une pluviométrie moyenne régulièrement répartie au cours de l'année et un hiver froid (3 °C). 
Pour la période 1971-2000, la température annuelle moyenne est de 10,2 °C, avec une amplitude thermique annuelle de 14,5 °C. Le cumul annuel moyen de précipitations est de 719 mm, avec 12 jours de précipitations en janvier et 8,6 jours en juillet. Pour la période 1991-2020, la température moyenne annuelle observée sur la station météorologique la plus proche, située sur la commune de Godenvillers à 11 km à vol d'oiseau, est de 11,1 °C et le cumul annuel moyen de précipitations est de 701,9 mm,. Pour l'avenir, les paramètres climatiques de la commune estimés pour 2050 selon différents scénarios d'émission de gaz à effet de serre sont consultables sur un site dédié publié par Météo-France en novembre 2022.

### Géographie humaine

#### Occupation des sols
L'occupation des sols de la commune, telle qu'elle ressort de la base de données européenne d'occupation biophysique des sols Corine Land Cover (CLC), est marquée par l'importance des territoires agricoles (76,7 % en 2018), une proportion sensiblement équivalente à celle de 1990 (77,4 %). La répartition détaillée en 2018 est la suivante : 
terres arables (49,2 %), prairies (21,3 %), forêts (15,9 %), zones urbanisées (7,4 %), zones agricoles hétérogènes (6,2 %). L'évolution de l'occupation des sols de la commune et de ses infrastructures peut être observée sur les différentes représentations cartographiques du territoire : la carte de Cassini (XVIIIe siècle), la carte d'état-major (1820-1866) et les cartes ou photos aériennes de l'IGN pour la période actuelle (1950 à aujourd'hui).

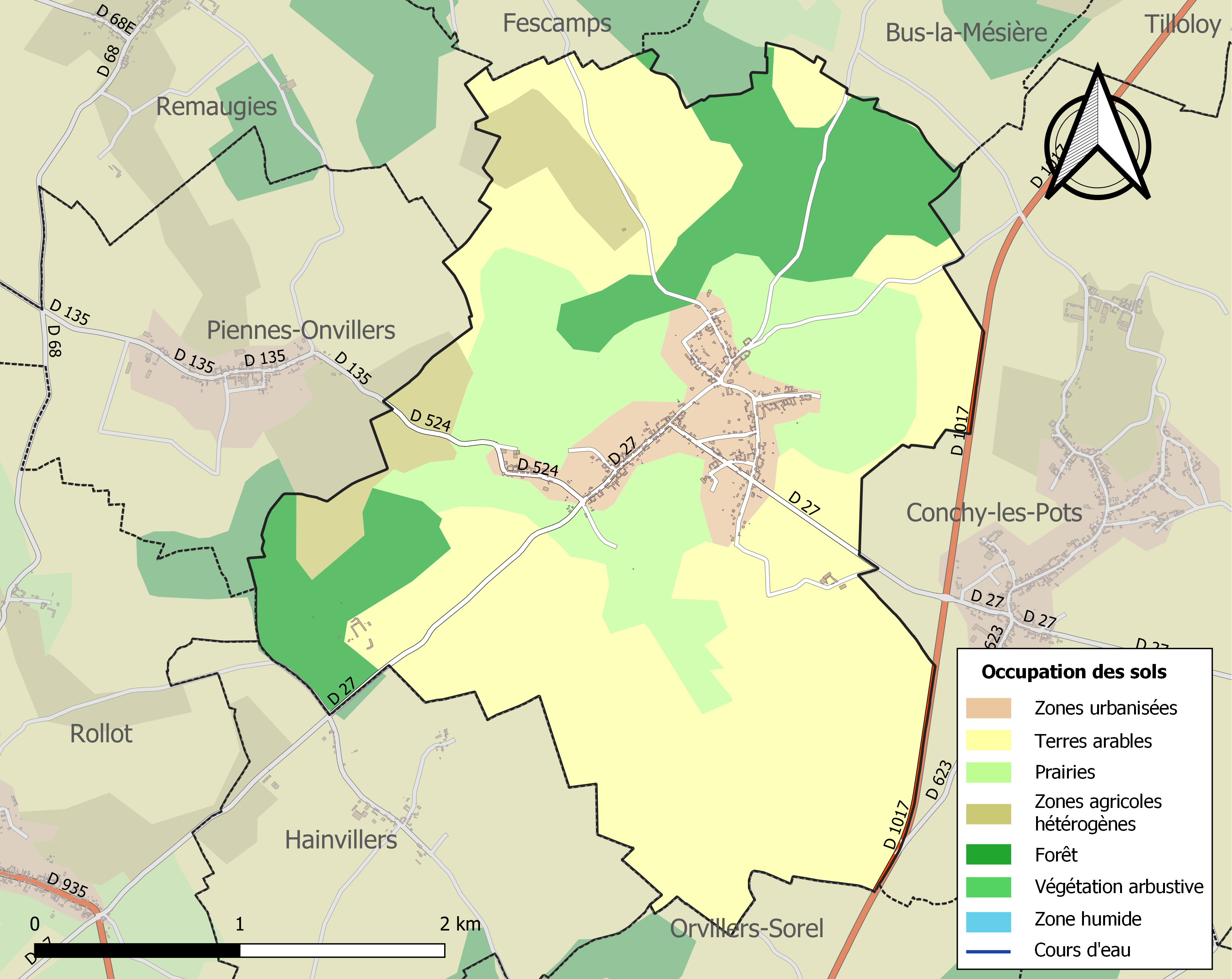
Carte des infrastructures et de l'occupation des sols de la commune en 2018 (CLC).

#### Voies de communication et transports
Le territoire communal, tangenté à l'ouest  par  l'ancienne route nationale 17 (actuelle RD 1017) est aisément accessible depuis l'autoroute A1 (sortie 11).
Le village est traversé par le Sentier de grande randonnée GR123.
La commune est desservie, en 2023, par les lignes 654, 655, 675, 6303 et 6334 du réseau interurbain de l'Oise.

### Communes limitrophes
| Remaugies (Somme)          | Fescamps (Somme)   | Bus-la-Mésière (Somme) |
| Piennes-Onvillers (Somme)  | Boulogne-la-Grasse | Conchy-les-Pots        |
| Rollot (Somme) Hainvillers | Orvillers-Sorel    |                        |

## Urbanisme

### Typologie
Au 1er janvier 2024, Boulogne-la-Grasse est catégorisée commune rurale à habitat dispersé, selon la nouvelle grille communale de densité à sept niveaux définie par l'Insee en 2022.
Elle est située hors unité urbaine. Par ailleurs la commune fait partie de l'aire d'attraction de Compiègne, dont elle est une commune de la couronne,. Cette aire, qui regroupe 101 communes, est catégorisée dans les aires de 50 000 à moins de 200 000 habitants,.

### Habitat et logement
En 2018, le nombre total de logements dans la commune était de 218, alors qu'il était de 216 en 2013 et de 204 en 2008.
Parmi ces logements, 82,1 % étaient des résidences principales, 7,3 % des résidences secondaires et 10,6 % des logements vacants. Ces logements étaient pour 99,5 % d'entre eux des maisons individuelles et pour 0,5 % des appartements.
Le tableau ci-dessous présente la typologie des logements à Boulogne-la-Grasse en 2018 en comparaison avec celle de l'Oise et de la France entière. Une caractéristique marquante du parc de logements est ainsi une proportion de résidences secondaires et logements occasionnels (7,3 %) supérieure à celle du département (2,5 %) et à celle de la France entière (9,7 %). Concernant le statut d'occupation de ces logements, 88,3 % des habitants de la commune sont propriétaires de leur logement (89,8 % en 2013), contre 61,4 % pour l'Oise et 57,5 pour la France entière.
| Typologie                                               | Boulogne-la-Grasse | Oise | France entière |
| ------------------------------------------------------- | ------------------ | ---- | -------------- |
| Résidences principales (en %)                           | 82,1               | 90,4 | 82,1           |
| Résidences secondaires et logements occasionnels (en %) | 7,3                | 2,5  | 9,7            |
| Logements vacants (en %)                                | 10,6               | 7,1  | 8,2            |

## Toponymie
Le nom de la localité est attesté sous les formes de Bolonia (1113) ; in terra Bononiensi (1116) ; Droco de Bolonia (1180) ; Ansoldi de Bolonia (vers 1200) ; Bononia pinguis (vers 1240) ; Bononia (1250) ; Bononia crassa (1250) ; Bartholomeus de Bolonia (1252) ; Bouloigne (1267) ; Bouloingne (1268) ; Bolonia (1292) ; in villa Bononia (XIIIe) ; Bononia crassa vel pinguis (XIIIe) ; Boulongne le crasse (1394) ; Boulonge le crasse (1433) ; Boulongne la crasse (1433) ; Boullogne (1450-1480) ; Bologne (1450-1480) ; Boullongne le grasse (1469) ; ville de boullongne lagrasse (1481) ; Boullongne (1504) ; Boulongne la grace lez Mondidier (1561) ; Boullongnes (1630) ; Boulogne près Montdidier (XVIIIe) ; Boulogne sur Corbie (1745) ; Boulogne la grace (XVIIIe) ; Boulogne lès Bus (XVIIIe) ; Boulogne la Grasse en Vermandois (XVIIIe) ; Boulogne-la-Grasse (1840).

Boulogne dérive du latin Bononia puis Bolonia à partir du IIIe siècle, issu du gaulois bona, suivi du suffixe -onia, « établissement, ville ».
Le suffixe « La Grasse » viendrait de la nature argileuse du sol.

## Histoire

### Antiquité
Boulogne-la-Grasse est situé sur la voie romaine reliant Caesaromagus (Beauvais) à Bavay.
De nombreux vestiges gallo-romains y ont été retrouvés, des thermes dans l'actuel hameau de Bains.

### Moyen Âge
Boulogne-la-Grasse a été le lieu d'une bataille entre Jean de Luxembourg et La Hire en 1437.

### Epoque moderne
Sous l'Ancien Régime, Boulogne-la-Grasse appartenait pour moitié au bailliage, à l'élection et au grenier à sel de Montdidier, elle relevait de la seigneurie de Raineval; l'autre partie était de la prévôté et du bailliage de Roye.

### Epoque contemporaine

#### Fin du XVIIIe siècle - début du XXe siècle

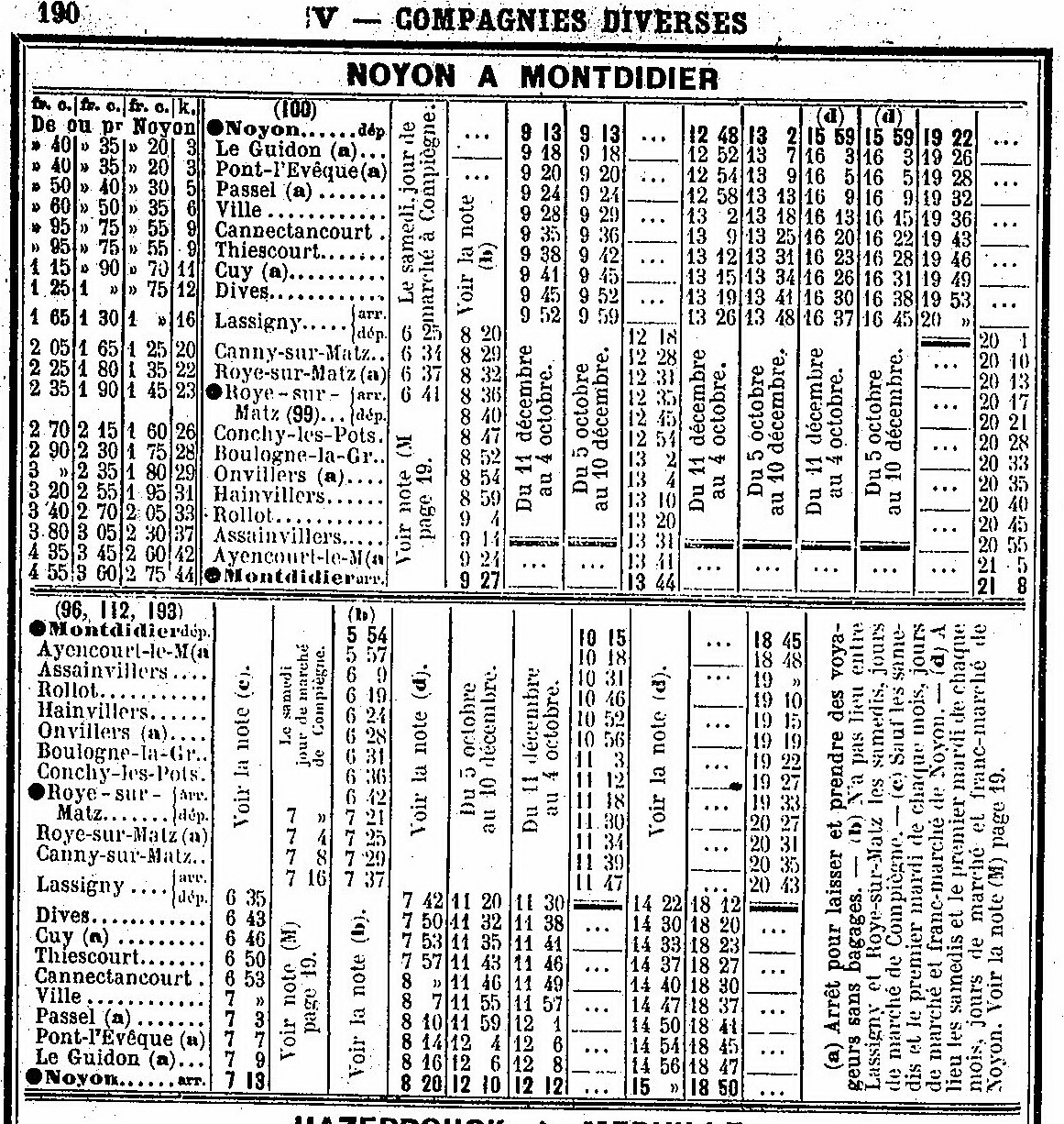
Horaires de la ligne de Noyon à Montdidier en mai 1914.

Sur la montagne de Boulogne était placé depuis 1794 un relais du télégraphe Chappe sur la ligne reliant Paris à Lille, et qui communiquait avec celui de Parvillers-le-Quesnoy, placé sur la tour du clocher., À la fin de l'épopée napoléonienne, durant les Cent-Jourse 15 mars 1814, une troupe de Cosaques détruit l'appareil de Boulogne-la-Grasse, dont les registres et les instruments sont rapportés à Roye.
Boulogne-la-Grasse disposait de 1895 à 1955 d'une gare sur la ligne de chemin de fer secondaire à voie métrique reliant Noyon à Gare de Montdidier par  Rollot du réseau des Chemins de fer départementaux de l'Oise exploitée par la compagnie des Chemins de fer de Milly à Formerie et de Noyon à Guiscard et à Lassigny puis par la compagnie générale de voies ferrées d'intérêt local.

#### Première Guerre mondiale
Lors de la Première Guerre mondiale, le château, dont la haute tour offre à l'époque, une large vue jusqu'à Amiens, est réquisitionné par l'armée française et sert de camp de stationnement, d'entraînement  et d'observation pour les soldats français. Le Maréchal Joffre, le  président Poincaré et le roi Albert Ier, roi des Belges, visitent le château le 23 août 1915 pendant leur inspection du front.
La commune est suffisamment éloignée du front pour être le siège de revues militaires, notamment le 22 janvier 1917 au cours de laquelle le général Mazillier, de la 2e division d'infanterie coloniale, remet des décorations
Le village est lourdement bombardé par l'artillerie allemande lors des combats de la prise de Montdidier les 27 et 28 mars 1918 de l'Offensive Michaël, puis, à nouveau mais par les Alliés, lors de la bataille de Montdidier avant que le village ne soit repris par les Français le 10 aout 1918. La population civile est alors évacuée en urgence vers le Beauvaisis,.
Le village est considéré comme largement détruit à la fin de la guerre et a  été décoré de la Croix de guerre 1914-1918 le 21 février 1921.

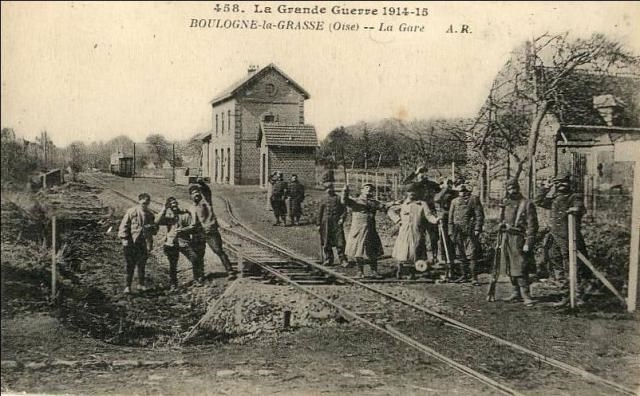
La gare, avant la Première Guerre mondiale
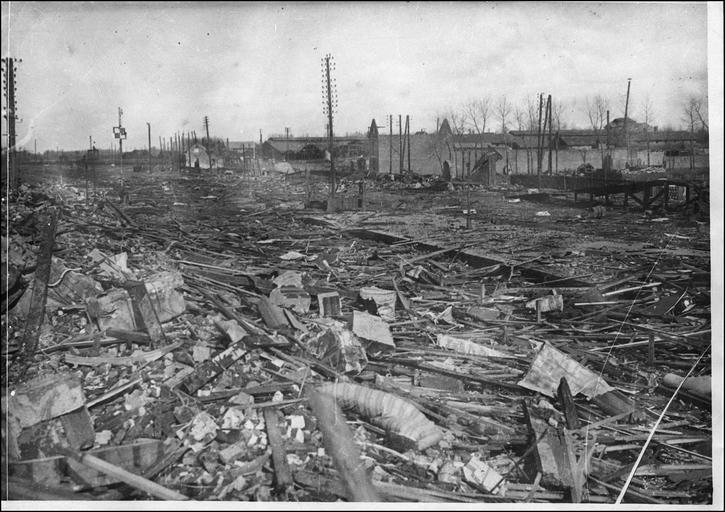
Ruines de la gare, le 22 janvier 1917.

## Politique et administration

### Rattachements administratifs et électoraux

#### Rattachements administratifs
La commune se trouve depuis 1926 dans l'arrondissement de Compiègne du département de l'Oise.
Elle faisait partie depuis 1802 du canton de Ressons-sur-Matz. Dans le cadre du redécoupage cantonal de 2014 en France, cette circonscription administrative territoriale a disparu et le canton n'est plus qu'une circonscription électorale.

#### Rattachements électoraux
Pour les élections départementales, la commune fait partie depuis 2014 du canton d'Estrées-Saint-Denis
Pour l'élection des députés, elle fait partie de la sixième circonscription de l'Oise.

### Intercommunalité
Penvénan était membre de la communauté de communes du Pays des Sources, un établissement public de coopération intercommunale (EPCI) à fiscalité propre créé en 1997 et auquel la commune a transféré un certain nombre de ses compétences, dans les conditions déterminées par le code général des collectivités territoriales.

### Liste des maires
| Période                                  | Période                       | Identité           | Étiquette | Qualité          |
| ---------------------------------------- | ----------------------------- | ------------------ | --------- | ---------------- |
| Les données manquantes sont à compléter. |                               |                    |           |                  |
| 1986                                     | 2008                          | Yves Floury        | DVD       | Expert comptable |
| mars 2008                                | mai 2020                      | Charline Dézérable |           |                  |
| mai 2020                                 | En cours (au 2 décembre 2020) | Patrick Boulanger  |           |                  |

## Équipements et services publics

### Enseignement
Les enfants de la commune sont scolarisés en 2001 avec ceux de Canny, de Conchy-les-Pots et d'Orvillers-Sorel dans le cadre d'un regroupement pédagogique intercommunal.

### Culture
La bibliothèque intercommunale Plaisir de Lire est implantée à Boulogne-la-Grasse.

## Démographie

### Évolution démographique
L'évolution du nombre d'habitants est connue à travers les recensements de la population effectués dans la commune depuis 1793. Pour les communes de moins de 10 000 habitants, une enquête de recensement portant sur toute la population est réalisée tous les cinq ans, les populations de référence des années intermédiaires étant quant à elles estimées par interpolation ou extrapolation. Pour la commune, le premier recensement exhaustif entrant dans le cadre du nouveau dispositif a été réalisé en 2008.

En 2022, la commune comptait 466 habitants, en évolution de −1,89 % par rapport à 2016 (Oise : +0,87 %, France hors Mayotte : +2,11 %).
| 1793 | 1800 | 1806 | 1821 | 1831 | 1836 | 1841 | 1846 | 1851 |
| ---- | ---- | ---- | ---- | ---- | ---- | ---- | ---- | ---- |
| 790  | 792  | 801  | 720  | 786  | 770  | 728  | 694  | 698  |

| 1856 | 1861 | 1866 | 1872 | 1876 | 1881 | 1886 | 1891 | 1896 |
| ---- | ---- | ---- | ---- | ---- | ---- | ---- | ---- | ---- |
| 648  | 603  | 557  | 545  | 515  | 482  | 510  | 476  | 503  |

| 1901 | 1906 | 1911 | 1921 | 1926 | 1931 | 1936 | 1946 | 1954 |
| ---- | ---- | ---- | ---- | ---- | ---- | ---- | ---- | ---- |
| 465  | 452  | 417  | 414  | 383  | 369  | 381  | 395  | 409  |

| 1962 | 1968 | 1975 | 1982 | 1990 | 1999 | 2006 | 2008 | 2013 |
| ---- | ---- | ---- | ---- | ---- | ---- | ---- | ---- | ---- |
| 424  | 411  | 321  | 295  | 251  | 285  | 407  | 441  | 467  |

| 2018 | 2022 | - | - | - | - | - | - | - |
| ---- | ---- | - | - | - | - | - | - | - |
| 466  | 466  | - | - | - | - | - | - | - |

Sous l'Ancien Régime, Boulogne-la-Grasse comptait quatre-vingts feux en 1469, cent cinquante en 1660 et deux cent quarante-cinq en 1770.

### Pyramide des âges
La population de la commune est relativement jeune.
En 2018, le taux de personnes d'un âge inférieur à 30 ans s'élève à 38 %, soit au-dessus de la moyenne départementale (37,3 %). À l'inverse, le taux de personnes d'âge supérieur à 60 ans est de 20,1 % la même année, alors qu'il est de 22,8 % au niveau départemental.
En 2018, la commune comptait 238 hommes pour 228 femmes, soit un taux de 51,07 % d'hommes, largement supérieur au taux départemental (48,89 %).
Les pyramides des âges de la commune et du département s'établissent comme suit.
| Hommes | Classe d’âge | Femmes |
| ------ | ------------ | ------ |
| 0,4    | 90 ou +      | 1,3    |
| 8,4    | 75-89 ans    | 8,3    |
| 10,1   | 60-74 ans    | 11,8   |
| 23,5   | 45-59 ans    | 18,9   |
| 20,2   | 30-44 ans    | 21,1   |
| 17,2   | 15-29 ans    | 15,8   |
| 20,2   | 0-14 ans     | 22,8   |

| Hommes | Classe d’âge | Femmes |
| ------ | ------------ | ------ |
| 0,5    | 90 ou +      | 1,4    |
| 5,5    | 75-89 ans    | 7,6    |
| 15,6   | 60-74 ans    | 16,3   |
| 20,8   | 45-59 ans    | 20     |
| 19,4   | 30-44 ans    | 19,4   |
| 17,6   | 15-29 ans    | 16,2   |
| 20,6   | 0-14 ans     | 19,1   |

## Culture locale et patrimoine

### Lieux et monuments
Boulogne-la-Grasse comporte plusieurs bâtiments :
- L'église Notre-Dame qui date de 1927. Elle possède un chœur plus ancien et des vitraux du XVIe siècle.
- Le château reconstruit sur les vestiges du château de la famille de Lancry pour Charles de Boulogne, propriétaire belge, en béton armé de 1890 à 1913 en style mi-médiéval, mi-Renaissance, partiellement détruit pendant la Première Guerre mondiale[15],[34],. En 2022, ce bâtiment est concerné par une démarche de financement participatif qui aboutira à le rendre propriété d'une société constituée par les souscripteurs[35]
- Le château de Bains.
- La motte féodale de l'ancien château de la famille de Lancry.
- Stèle placée à l'emplacement de la tour du télégraphe Chappe.

### Héraldique
| Blason de Boulogne-la-Grasse | Blason  | D'azur à trois tours d'argent ouvertes de sable. |
| Blason de Boulogne-la-Grasse | Détails | Le statut officiel du blason reste à déterminer. |